# Ina Svenningdal
Ina Svenningdal (* 16. Juni 1996 in Oslo) ist eine norwegische Schauspielerin.

## Leben und Karriere
Svenningdal wuchs in Oslo auf. Sie besuchte die Apalløkka-Oberschule und später die Hartvig-Nissen-Schule. Danach studierte sie an der Statens teaterhøgskole.
Ihr Debüt gab sie 2004 in der Fernsehserie Linus im Sommer. Anschließend war sie 2006 in Jul i Svingen zu sehen. Von 2015 bis 2017 wurde Svenningdal für die Serie Skam gecastet. Außerdem bekam sie eine Rolle in Thorbjørn. Zwischen 2021 und 2022 spielte sie in Olympiatroppen mit. 2022 setzte sie ihre Karriere in Ein Sturm zu Weihnachten fort.

## Filmografie
Filme
- 2020: Elsker

Serien
- 2004: Linus im Sommer
- 2006: Jul i Svingen
- 2015–2017: Skam
- 2019: Thorbjørn
- 2021–2022: Olympiatroppen
- 2022: Ein Sturm zu Weihnachten